# Лозин, Тимофей Ермолаевич
Тимофе́й Ермола́евич Ло́зин (1927, Новгородская губерния — 2010, Санкт-Петербург) — советский передовик производства, бригадир комплексной бригады строительного треста № 87 управления «Главленинградстрой», Герой Социалистического Труда (1981), лауреат Государственной премии СССР за выдающиеся достижения в труде (1980).

## Биография
Родился 5 марта 1927 года в деревне Жизлино Старорусского уезда Новгородской губернии (ныне Волотовского района Новгородской области) в крестьянской семье. Родители работали в совхозе. До Великой Отечественной войны Тимофей Лозин успел окончить 6 классов средней школы. В 1941—1944 годах находился на оккупированной территории. Сбежав в очередной раз от немцев, направлявших его на работы, попал в партизанский отряд. Принимал участие в диверсионной деятельности отряда. В 1944 году вместе с отрядом оказался в Ленинграде.

## Трудовая деятельность
Окончил школу ФЗО № 23, после чего работал столяром, изготовлял двери и рамы для ленинградских домов. Имел 7-й разряд по этой специальности.
С 1955 года трудился в УНР-13 треста № 87 столяром, монтажником. Постепенно овладел всеми строительными специальностями. Окончив с отличием курсы повышения квалификации, стал бригадиром.
Бригада, возглавляемая Т. Е. Лозиным неоднократно выходила победителем во Всесоюзном социалистическом соревновании. За годы X пятилетки бригада Лозина ввела в строй 60 тысяч м² жилья. Производительность труда была повышена на 29,5 % при плане 21 %. Большинство рабочих бригады владели двумя-тремя смежными специальностями, что давало возможность не допускать внутрисменных простоев.
В 1975 году вступил в КПСС. Избирался в партбюро УНР, членом парткома объединения, был депутатом Выборгского районного Совета.
За внедрение годовых планов загрузки бригад и поточных методов строительства Т. Е. Лозин был удостоен в 1980 году Государственной премии СССР.
Бригадир комплексной бригады УНР-13 Главленинградстроя Т. Е. Лозин, совершенствуя технологию и организацию строительства, повышая за счёт внедрения новой техники и рационализации производительность труда, вносил ежегодно рационализаторские предложения, экономя из фонда зарплаты десятки тысяч рублей. Одновременно вёл работу наставника.
С 1989 года — на пенсии. Жил в Санкт-Петербурге. Скончался 1 марта 2010 года. Похоронен на Северном кладбище города Санкт-Петербург.

Могила Лозина на Северном кладбище Санкт-Петербурга.

## Высшая награда
Указом Президиума Верховного Совета СССР 19 марта 1981 года за выдающиеся новаторские успехи и досрочное выполнение пятилетних планов ввода жилой площади бригадиру комплексной бригады УНР-13 треста № 87 управления «Главленинградстрой» Т. Е. Лозину присвоено звание Героя Социалистического Труда с вручением ордена Ленина и золотой медали «Серп и Молот» (№ 19 811).
Более 25 лет бригада «лозинцев» являлась одним из лучших строительных коллективов Ленинграда. За свою трудовую биографию Тимофей Ермолаевич Лозин построил около сотни зданий. Свой последний дом он сдал, уже будучи на пенсии, в 1989 году.